# أليكساندر غروف
أليكساندر غروف مواليد 24 يوليو 1983 في صوفيا، هو لاعب كرة سلة بلغاري. بدأ مسيرته الاحترافية في سنة 2003. يحمل الرقم 9. يبلغ طوله 6 قدم 2 بوصة (1.9 م).

## المسيرة الاحترافية
لعب مع زلاتوروج لاشكو في موسم 2011–2012، ثم لعب مع نادي دينامو تبليسي لكرة السلة في سنة 2012، ثم لعب مع نادي سيبيو لكرة السلة في موسم 2012–2013، ثم لعب مع نادي أكاديميك لكرة السلة في موسم 2014–2015.

## روابط خارجية
- أليكساندر غروف على موقع كرة السلة الأوروبية.كوم (الإنجليزية)
- أليكساندر غروف على موقع ريلجم (الإنجليزية)
- أليكساندر غروف على موقع بروبوليرز (الإنجليزية)